# Proplatynotia longirostrata
La proplatinotia (Proplatynotia longirostrata) è un rettile estinto, appartenente agli squamati. Visse nel Cretaceo superiore (Campaniano, circa 75 milioni di anni fa) e i suoi resti sono stati ritrovati in Mongolia. 

## Descrizione
Questo rettile è conosciuto per un cranio, lungo circa 4 centimetri, che fa supporre una lunghezza di poco più di mezzo metro per l'animale completo. Il cranio era lungo e sottile, ed era sprovvisto di arcate jugali accentuate che in forme simili (Gobiderma, Paravaranus) rendevano il cranio piuttosto largo. Mascella e mandibola dovevano essere forniti di potenti muscoli adduttori, più grandi di quelli degli attuali varani; si suppone quindi che il morso di Proplatynotia fosse molto potente. 

## Classificazione
Proplatynotia è stato descritto per la prima volta nel 1984 sulla base di resti ritrovati nella formazione di Barun Goyot nel deserto di Gobi. Il nome indica una presunta parentela con i platinoti (Platynota), un gruppo di lucertole che comprendono i varani e gli elodermi. In effetti, molti studiosi ritengono che Proplatynotia possa essere un membro primitivo del gruppo. Alcuni (Norell e Gao, 1997) ritengono addirittura che potrebbe essere ancestrale direttamente al genere Varanus, mentre altri (Alifanov, 2000) suggeriscono che Proplatynotia possa essere strettamente imparentato con un altro varanoide del Cretaceo asiatico, Colpodontosaurus, a causa di alcune similitudini nei denti e nella mandibola. 